# 砀山女尸
砀山女尸是2001年3月在中華人民共和國安徽砀山梨园小区建筑工地出土的一具清朝雍正年間的女尸。該女尸出土時身穿官服、脖子上有两道剑伤。據推測女尸生前40多歲，而且是一位一品誥命夫人。

## 出土歷史

### 棺木
2001年3月，砀山梨园小区建筑工地一辆挖土机作业时在4米多深的地下发现一座清朝双棺墓，分別為一號棺和二號棺。该墓两棺相距一米，二号棺為一個單棺，棺材内尸体已腐。一号棺外有两椁，內有一棺，椁的材料為柏樹木材。棺的材料為楠木。外椁部分腐朽，中椁长291厘米，宽218厘米，高149厘米；内棺长241厘米，宽70厘米，高75厘米。内棺和中椁，中椁与外椁之间有两层厚约40厘米的石灰层，外椁之外有30厘米厚的胶泥层。棺内有麝香、冰片、乳香、灯芯草等中草药。

### 女尸
一號棺内出土一具女尸，即為砀山女尸。该女尸长164公分，重44公斤，纏足，足长不到15公分。指甲涂有红色指甲油。女尸上盖罗巾被，下铺丝绵褥，身着朝服、补服、燕服、便服。女尸的喉部有横、纵两条呈T字状的伤痕。医学专家鉴定該傷痕應該是双刃剑类刺器所導致。女尸的臀部尾骨上长着一个肉囊。女尸的結腸內有殘存的消化物，其身份無法判定。女尸出土後，萧县博物馆请来8名徐州医学院医学专家会诊，并参照处理马王堆汉墓女尸的专家徐含英的意见研究制定保护处理方案。女尸躺在一個密封的10毫米厚的玻璃棺，里面放置一些福尔马林。2006年底，赵成文给砀山女户进行面相复原。

### 衣物
2001年5月22号，萧县博物馆又请来4名南京博物馆专家，协助对女尸的衣物进行保护。